# Angelika Tübke
Angelika Tübke (geb. Hennig; * 8. August 1935 in Dessau) ist eine deutsche Malerin und Grafikerin.

## Leben und Werk
Angelika Hennig machte 1954 in Wolfen das Abitur und studierte danach bis 1959 an der Hochschule für Grafik und Buchkunst Leipzig u. a. bei Gerhard Kurt Müller und Werner Tübke, mit dem sie dann von 1960 bis 1976 verheiratet war. Aus dieser Ehe gingen die Söhne Adrien (* 1969) und Albrecht Tübke hervor.
Angelika Tübke arbeitete nach dem Studienabschluss in Leipzig als freischaffende Malerin und Grafikerin und zog 1982 nach Dalliendorf in Mecklenburg. Sie war bis 1990 Mitglied des Verbands Bildender Künstler der DDR.
In ihrer künstlerischen Arbeit widmet sie sich der gegenständlichen Malweise und nutzt dazu altmeisterliche Lasurtechniken. Ihre Hauptthemen sind das Porträt, die Landschaftsmalerei und das Stillleben. Neben der Malerei mit Öl und Eitempera gibt es auch zahlreiche Aquarelle und Zeichnungen. Ihr handwerkliches Können und ihre sensible, ausdrucksstarke Art, den Menschen und die Natur abzubilden, hat ihr internationale Anerkennung gebracht.

## Darstellung Angelika Tübkes in der bildenden Kunst
- Werner Tübke: Bildnis Angelika Tübkes (Mischtechnik, 45 × 30 cm, 1968)[1]

## Werke (Auswahl)

### Tafelbilder
- Selbstbildnis mit grüner Jacke (Mischtechnik auf Holz, 34 × 31 cm, 1965; Kunsthalle der Sparkasse Leipzig)[2]
- Das Kind mit der Angel (Mischtechnik auf Holz, 1977)[3]

### Zeichnungen
- Russische Stadt (Bleistift, 1961; Lindenau-Museum Altenburg/Thür.)[4]
- Gestürzte Weide in unserem Garten (Rötel, 23 × 33 cm, 1983; Kunsthalle der Sparkasse Leipzig)[5]

## Ausstellungen (unvollständig)

### Personalausstellungen
- 2009: Angelika Tübke: Eine Malerin der Leipziger Schule in Mecklenburg, Haus der NDR Gremien, Hamburg[6]
- 2018/2019: Angelika Tübke, Museum der bildenden Künste, Leipzig[7]

### Ausstellungsbeteiligungen (Auswahl)
- 1965: Leipzig, Museum der Bildenden Künste („500 Jahre Kunst in Leipzig“)
- 1965 und 1979: Leipzig, Bezirkskunstausstellungen
- 1975: Berlin, Altes Museum („In Freundschaft verbunden“)
- 1976: Leipzig („Ausgewählte Handzeichnungen von Künstlern der DDR“)
- 1977: Altenburg/Thüringen, Lindenau-Museum („Zeichnung im Bezirks Leipzig“)
- 1977: Leipzig, Galerie am Sachsenplatz („Ausgewählte Aquarelle von DDR-Künstlern“)
- 1977/1978: Dresden, VIII. Kunstausstellung der DDR
- 1979: Berlin, Altes Museum („Jugend in der Kunst“)
- 1982: Leipzig, Museum der Bildenden Künste („Selbstbildnisse Leipziger Künstler“)
- 1984: Leipzig, Museum der bildenden Künste („Kunst in Leipzig 1949–1984“)